# 宮城県道10号塩釜亘理線
宮城県道10号塩釜亘理線（みやぎけんどう10ごう しおがまわたりせん）は、宮城県塩竈市から同県亘理郡亘理町に至る県道（主要地方道）である。

## 概要
宮城県塩竈市の国道45号交点から同県亘理郡亘理町の国道6号交点に至る。
太平洋・仙台湾に沿って、塩竈市中心部付近を通る国道45号から、仙台塩釜港塩釜港区および仙台港区を経て、仙台空港の滑走路下をトンネルで潜り、亘理町中心部付近の国道6号に至る道路である。国道4号仙台バイパス、仙台東部道路、貞山運河などと並走している。新産業都市「仙台湾地区」の臨海工業地区を結んでおり、比較的集落が少ない地域を通過している。また、既存の集落も、東日本大震災により壊滅的な被害を受けたことから、防災集団移転が行われた地域も多い。そのため、大型車の交通量が多く、区間によっては大型車混入率が４割を超える。
仙台都市圏では「浜街道」と呼ばれている。当地では国道6号を「陸前浜街道」と言うことがあまり無いため、混同されずに使用されている。
閖上大橋南詰の変則五叉路交差点が渋滞箇所として知られていたが、東北地方太平洋沖地震（東日本大震災）の際には閖上大橋が事故で閉鎖され、かつ、同交差点の信号が停電で機能せず、避難する車も殺到したため大渋滞となり、車に乗ったまま津波にのまれて犠牲になった者が多数出た。
閖上地区では震災後、名取市によって土地区画整理事業が実施され、上記の五叉路交差点は消滅し十字路に改められた。
仙台市の復興計画では、海岸堤防、防潮林に続く津波への多重防御の3段階目を当線とみなし、地盤から約6 m盛り土した上に当線を通す予定になっている。2014年3月に着工し、2019年3月末の完成を目指したが、一部区間で地盤改良などが必要になり、開通が約半年遅れていた。その後、開通日が2019年10月19日に決まったが、令和元年東日本台風（台風19号）の大雨の影響で道路のり面の表土が流出する被害が出たため同年11月30日延期となった。
また、当線より海側は「災害危険区域」（建築基準法第39条）に指定する予定。
東部復興道路の開通により、同道路と並行する6.8kmの区間は東部復興道路が県道10号に指定され、旧道は仙台市道となった。

### 路線データ
- 起点：塩竈市港町
- 終点：亘理郡亘理町字旧館（亘理警察署前）
- 実延長：38.2 km（仙台市管理分13938.4 m[14]、宮城県管理分24235.6 m[15]）

## 沿革
- 1958年（昭和33年）3月31日 - 一般県道43号として「亘理塩釜線」が認定される。[16]
- 1964年（昭和39年）12月28日 - 建設省（国土交通省）が県道塩釜亘理線を主要地方道に指定。
- 1965年（昭和40年）3月5日 - 一般県道43号「亘理塩釜線」から主要地方道22号「塩釜亘理線」への路線変更が告示される。[17]
- 1972年（昭和47年）9月：仙台市・名取市境の名取川に架かる閖上大橋（渡船L=541m）が開通[18][19]。
- 1981年（昭和56年）6月20日：岩沼市・亘理町境の阿武隈川に架かる亘理大橋（渡船L=663m）が開通[18][20]。
- 1989年（平成元年）3月、高砂橋（L=203.0m）を含む新浜工区（L=3.5km）が開通[18]。
- 1990年（平成2年）8月：仙台空港のB滑走路2500m化に伴い、滑走路の下を通る仙台空港トンネル（L=517.0m）が岩沼市に開通[18][21]。
- 1993年（平成5年）
  - 5月11日 - 建設省から、県道塩釜亘理線が塩釜亘理線として主要地方道に指定される[22]。
  - 10月19日 - 県道番号が決定[23]され、従前の主要地方道22号[24]から、県道10号に変更される。（12月1日より施行）
- 2006年（平成18年）4月：岩沼市の矢野目工区が開通[18]。
- 2011年（平成23年）
  - 3月11日、東北地方太平洋沖地震（東日本大震災）に伴う津波で瓦礫が堆積したため、多くの区間で通行止[25]。
  - 5月20日15時、仙台市内の一部区間が通行止め解除[26]。
  - x月x日、全線で通行可（詳細日不明）。
- 2014年（平成26年）6月30日：名取市内下増田道路改良事業バイパス道路のうち、仙台空港北ルート (302m)、南ルート (480m) を部分供用開始[27]。
- 2016年（平成28年）
  - 3月21日：下増田道路改良事業の全線供用開始[28]。
  - 12月19日 - 岩沼市内の相野釜地区から蒲崎地区において津波対策として嵩上げ整備されたバイパス道路が供用開始。[29]
- 2019年（令和元年）11月30日：東部復興道路の開通により、同道路と並行する6.8kmの区間は東部復興道路が県道となり、旧道は仙台市道となった[11][12][13]。

## 路線状況

### 重複区間
- 国道45号：塩竈市港町交差点 - 多賀城市八幡一丁目交差点
- 宮城県道23号仙台塩釜線：仙台市宮城野区仙台港入口交差点 - 仙台市宮城野区中野石橋交差点

### 道路施設
- 高砂橋（七北田川、仙台市宮城野区）
- 閖上大橋（名取川、仙台市若林区 - 名取市）
- 仙台空港トンネル（岩沼市）
  - 名の通り仙台空港を横断するラーメン構造の地下トンネル。延長517m、高さ5.1m。1991年（平成3年）竣工。
- 亘理大橋（阿武隈川、岩沼市 - 亘理町）
  - 橋長663.2 mは、宮城県管理の道路橋のなかで4位の規模を持つ[15]（2022年3月31日現在）。

### 交通量[1]
いずれも令和３年度・12時間交通量
- 多賀城市町前１丁目 - 8,055台
- 仙台市宮城野区中野４丁目 - 29,511台（推計値）
- 仙台市宮城野区蒲生１丁目 - 12,340台（推計値）
- 仙台市若林区荒浜新堀端 - 8,163台
- 名取市閖上西１丁目 - 18,221台
- 名取市杉ヶ袋字川前 - 9,724台
- 岩沼市下野郷字長塚 - 9,863台
- 岩沼市寺島字寺島 - 5,463台
- 亘理町字狐塚 - 8,643台

## 地理

### 通過する自治体
- 塩竈市
- 多賀城市
- 仙台市（宮城野区-若林区）
- 名取市
- 岩沼市
- 亘理郡亘理町

### 交差する道路

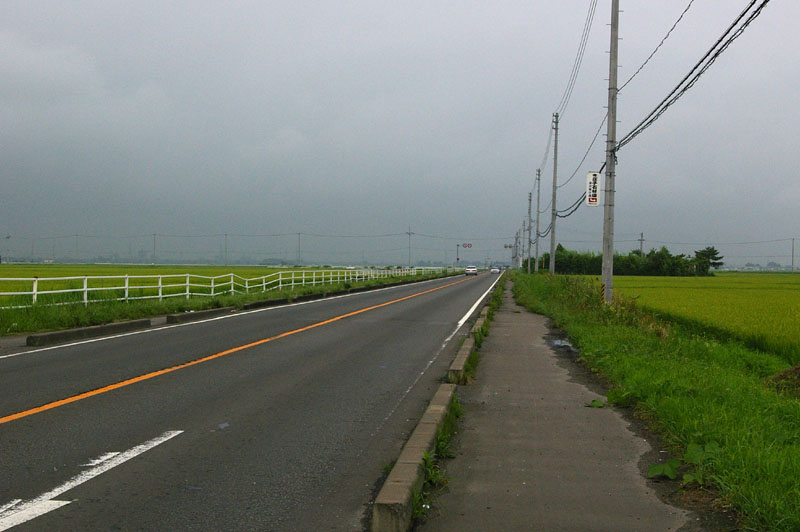
仙台市若林区付近（2005年8月）

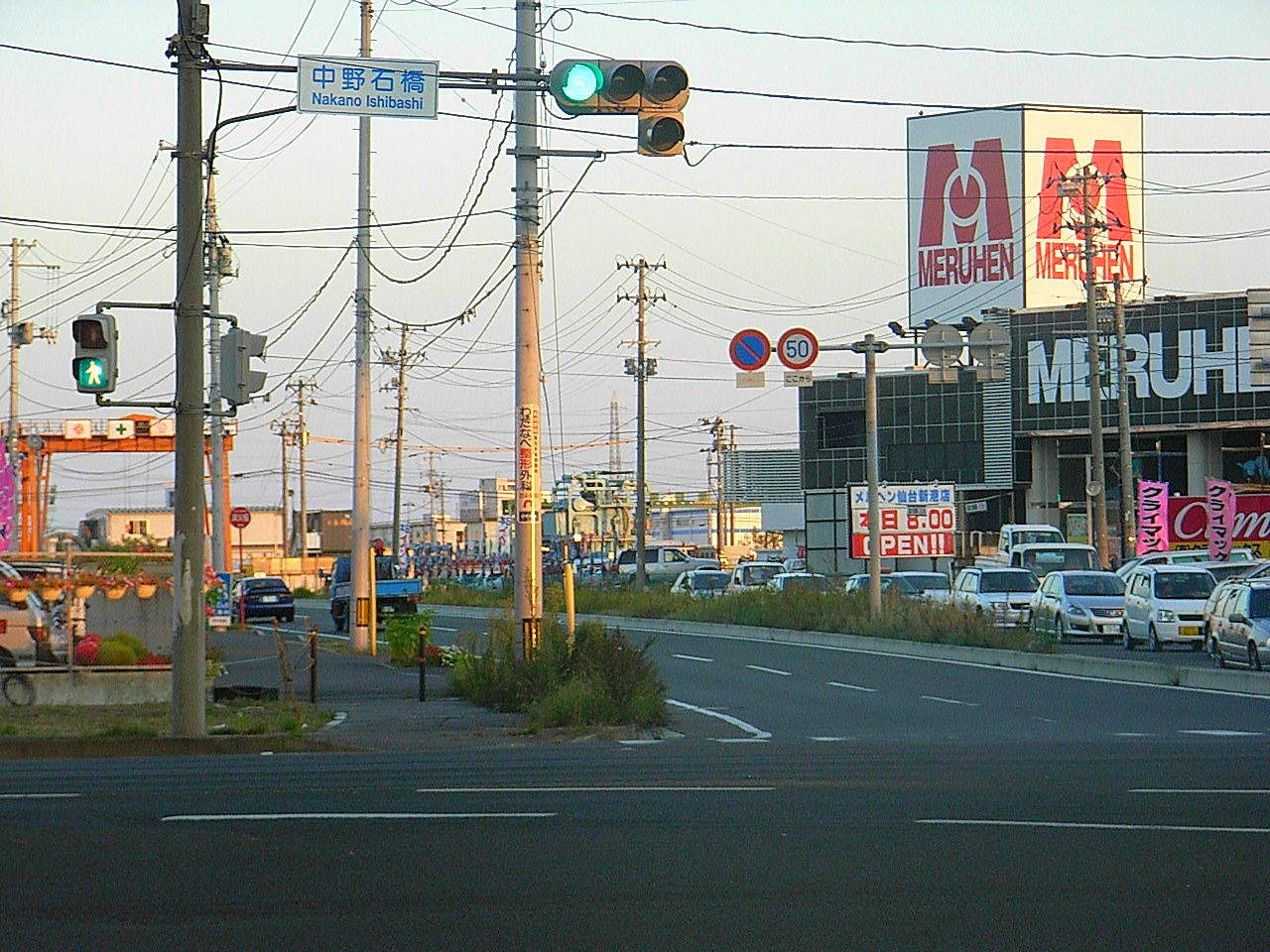
宮城野区中野石橋交差点、仙台港付近（2007年10月）

- 宮城県道11号塩釜港線（塩竈市港町・起点）
- 宮城県道58号塩釜七ヶ浜多賀城線（多賀城市下馬）
- 宮城県道58号塩釜七ヶ浜多賀城線（多賀城市下馬）
- 宮城県道143号多賀城停車場線（多賀城市八幡）
- 宮城県道58号塩釜七ヶ浜多賀城線（多賀城市町前）
- 国道45号（多賀城市八幡）
- 宮城県道23号仙台塩釜線（仙台市宮城野区仙台港北）
- 宮城県道23号仙台塩釜線（仙台市宮城野区中野）
- E6 仙台東部道路 仙台港IC（仙台市宮城野区中野）
- 宮城県道139号蒲生福田線（仙台市宮城野区蒲生）
- 宮城県道139号蒲生福田線（仙台市宮城野区蒲生）
- 宮城県道227号仙台亘理自転車道線（仙台市宮城野区蒲生）
- 宮城県道137号荒浜原町線（仙台市若林区荒浜）
- 宮城県道54号井土長町線（仙台市若林区二木）
- 宮城県道227号仙台亘理自転車道線（仙台市若林区藤塚）
- 宮城県道129号閖上港線・宮城県道227号仙台亘理自転車道線（名取市閖上中央）
- 宮城県道274号美田園増田線（名取市美田園）
- 宮城県道20号仙台空港線（岩沼市下野郷）
- 宮城県道125号岩沼海浜緑地線（岩沼市押分）
- 宮城県道227号仙台亘理自転車道線（岩沼市寺島）
- 宮城県道123号荒浜港今泉線（亘理郡亘理町荒浜）
- 宮城県道38号相馬亘理線（亘理郡亘理町逢隈高屋）
- 国道6号・宮城県道14号亘理大河原川崎線（亘理郡亘理町字旧舘・終点）

### 沿線の施設
- 塩竈市水道局
- 宮城県貞山高等学校
- 三井アウトレットパーク仙台港
- 仙台うみの杜水族館（高砂中央公園）
- 仙台港
- 震災遺構仙台市立荒浜小学校
- JRフルーツパーク仙台あらはま
- 海岸公園冒険広場
- かわまちテラス閖上
- 宮城県総合教育センター（まなウェルみやぎ）
- 仙台空港
- 宮城県亘理高等学校
- 亘理警察署